# Pöttsching
Pöttsching (ungarisch Pecsenyéd, kroatisch Pečva) ist eine Marktgemeinde mit 3077 Einwohnern (Stand 1. Jänner 2024) im Bezirk Mattersburg im Burgenland in Österreich.

## Geografie
Pöttsching liegt nordwestlich von Mattersburg und nordöstlich des Rosaliengebirges.

### Gemeindegliederung
Das Gemeindegebiet ist zweigeteilt: Südlich von Bad Sauerbrunn befindet sich eine unbewohnte Exklave, die Katastralgemeinde Pöttsching-Rosalia. Die Gemeinde besteht weiters aus der Katastralgemeinde Pöttsching mit der gleichnamigen Ortschaft, die neben dem Hauptort noch die Siedlungen Hohen-Siedlung, Keltenberg, Pöttschinger See, Römersee und Scheibenwaldsiedlung umfasst.

### Nachbargemeinden
| Lichtenwörth (WB)       | Zillingdorf (WB)                            | Zillingtal (EU)  |
| Neudörfl Bad Sauerbrunn | Kompassrose, die auf Nachbargemeinden zeigt | Krensdorf Sigleß |
| Katzelsdorf (WB)        | Wiesen                                      | Mattersburg      |

## Geschichte
Pöttsching ist die älteste Siedlung in diesem Raum, archäologische Funde reichen bis in die Jungsteinzeit. Vor Christi Geburt war das Gebiet Teil des keltischen Königreiches Noricum und gehörte zur Umgebung der keltischen Höhensiedlung Burg auf dem Schwarzenbacher Burgberg. Später im Römischen Reich war das Gebiet Teil der Provinz Pannonia.
Beim Bau einer Eisenbahnstrecke von Wiener Neustadt nach Sopron wurden 1847 erste Grabstellen aus der Frühlatènezeit (~480 bis 280 v. Chr.) entdeckt. Das Landesmuseum Burgenland musste von 1978 bis 1980 eine Rettungsgrabung unter der Leitung von Alois Ohrenberger vornehmen, wobei beim Römersee ein Gräberfeld mit 42 Körperbestattungen – davon einige Dreifach- und Vierfachbelegungen – freigelegt wurden. Trotz neuzeitlicher Störungen durch Beackerung war eine zeitliche Abfolge der Bestattungen feststellbar. Ähnlich wie beispielsweise bei den Gräberfeldern Pottenbrunn, Loretto oder Mannersdorf wurde dadurch eine ununterbrochene Belegung vom 5. in das 4. Jahrhundert v. Chr. festgestellt. Die Frauengräber sind mit reichen Grabbeigaben ausgestattet, wobei Schmuck und Trinkgeschirr vorherrschen. Die Tongefäße sind meist mit Stempelverzierungen versehen, teilweise im Inneren der Schalen oder an den Schultern der Flaschen. Eine Flasche mit liegenden S-Stempeln in Doppelreihe erinnert an verwandte Stücke vom Gräberfeld Sopron-Krautacker und Mannersdorf. Vergleichende Stilanalysen und Materialuntersuchungen lassen den Schluss zu, dass sie aus einer Werkstatt, womöglich sogar von einem Töpfer stammen.

Pöttsching (links) um 1873 (Aufnahmeblatt der Landesaufnahme)

Pöttsching geht auf eine alte Petschenegen-Siedlung zurück. Um 1123 siedelten die Ungarn die namensgebenden Petschenegen, einen aus dem Schwarzmeergebiet stammenden Volksstamm, als Grenzwächter des Gyepűsystems an.
In einer Schenkungsurkunde 1223 wird Pöttsching erstmals als Villa Beseneu erwähnt.
Der Ort gehörte wie das gesamte Burgenland bis 1920/21 zu Ungarn (Deutsch-Westungarn). Seit 1898 musste aufgrund der Magyarisierungspolitik der Regierung in Budapest der ungarische Ortsname Pecsenyéd verwendet werden.
Pöttsching wurde 1811 Endpunkt des Wiener Neustädter Kanals, der bis 1879 in Betrieb war. Dieser Kanal sollte ursprünglich bis Sopron (Ödenburg) geführt werden, um die am Brennberg abgebaute Kohle nach Wien zu schaffen. Die Weiterführung scheiterte am Widerstand der ungarischen Großgrundbesitzer.
Der Erste Weltkrieg forderte unter der männlichen Bevölkerung Pöttschings einen relativ hohen Blutzoll. Insgesamt verloren 80 Männer, mehrheitlich auf den Schlachtfeldern des Ostens, ihr Leben. Die meisten von ihnen dienten in nur drei Einheiten: dem Honved-Infanterie-Regiment 18 (33 Personen), dem k.u.k. Ungarisches Infanterie Regiment „Freiherr von Salis-Soglio“ Nr. 76 (24 Personen) und dem Feldjäger-Bataillon 11 (8 Personen). Sowohl das Honved-Infanterie-Regiment 18 als auch das Infanterieregiment 76 hatten Sopron als Ergänzungsbezirk, während Győr jener der Feldjäger war.
Die folgende Tabelle zeigt die Verteilung der Gefallenen auf Einheiten und Kriegsjahr, zwei der Männer erlagen nach Ende des Krieges ihren Verwundungen:
| Einheit                                                | 1914 | 1915 | 1916 | 1917 | 1918 | 1919 | Summe |
| ------------------------------------------------------ | ---- | ---- | ---- | ---- | ---- | ---- | ----- |
| Honved-Infanterie-Regiment 18                          | 5    | 9    | 10   | 3    | 4    | 2    | 33    |
| Infanterie Regiment „Freiherr von Salis-Soglio“ Nr. 76 | 9    | 5    | 9    | 1    |      |      | 24    |
| Feldjäger-Bataillon 11                                 | 4    | 3    | 1    |      |      |      | 8     |
| Sonstige Einheiten                                     | 1    | 8    | 3    | 1    | 2    |      | 15    |
| Summe                                                  | 19   | 25   | 23   | 5    | 6    | 2    | 80    |

Nach Ende des Ersten Weltkriegs wurde nach zähen Verhandlungen Deutsch-Westungarn in den Verträgen von St. Germain und Trianon 1919 Österreich zugesprochen. Der Ort gehört seit 1921 zum neu gegründeten Bundesland Burgenland (siehe auch Geschichte des Burgenlandes). Marktgemeinde ist Pöttsching seit 1986 (durch VO 7).

### Bevölkerungsentwicklung

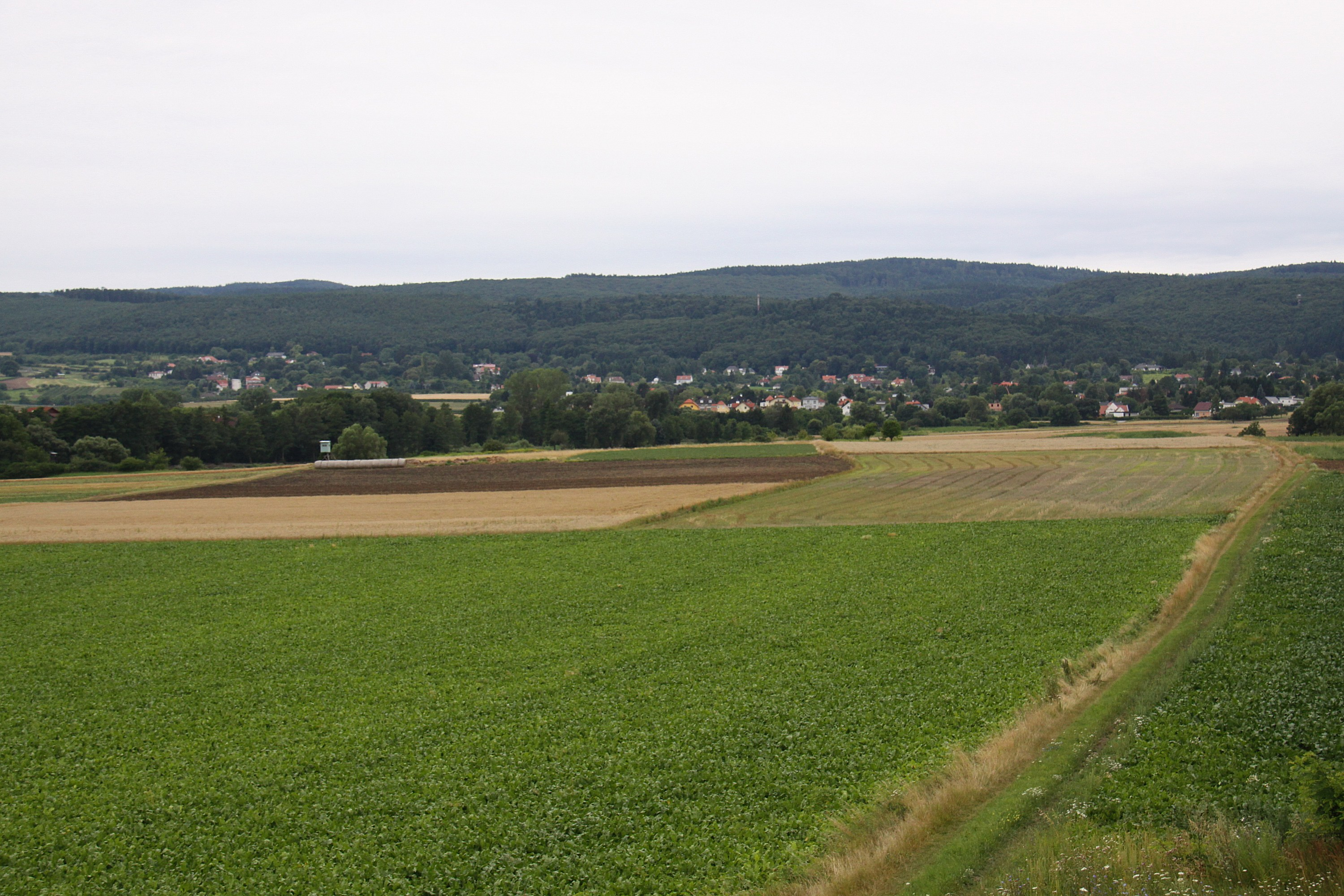
Fundzone Edeltal

Seit dem Jahr 1981 ist die Zuwanderung so stark, dass die leicht negative Geburtenbilanz bei weitem ausgeglichen wird.

## Kultur und Sehenswürdigkeiten

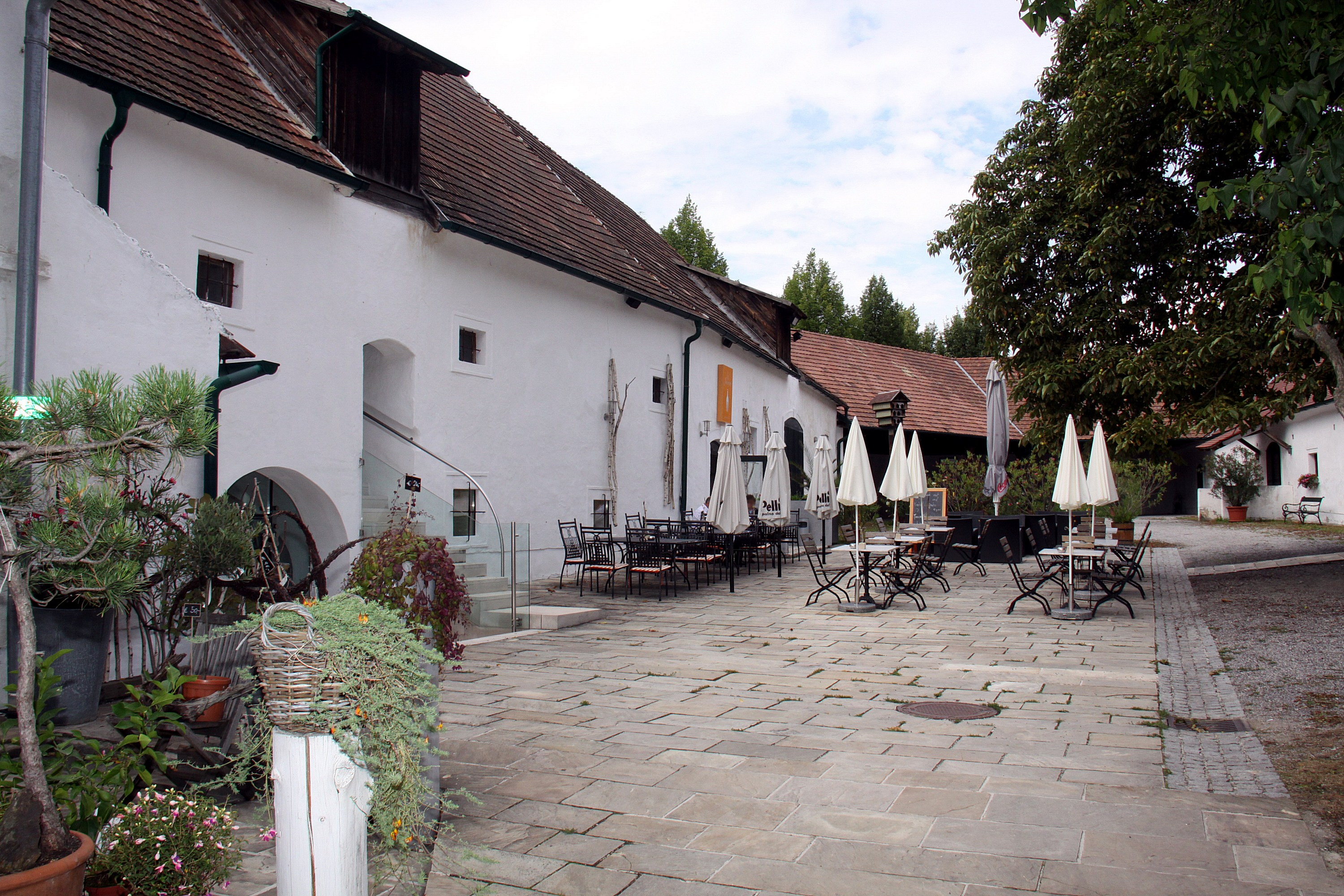
Ehemaliger Meierhof, heute Restaurant

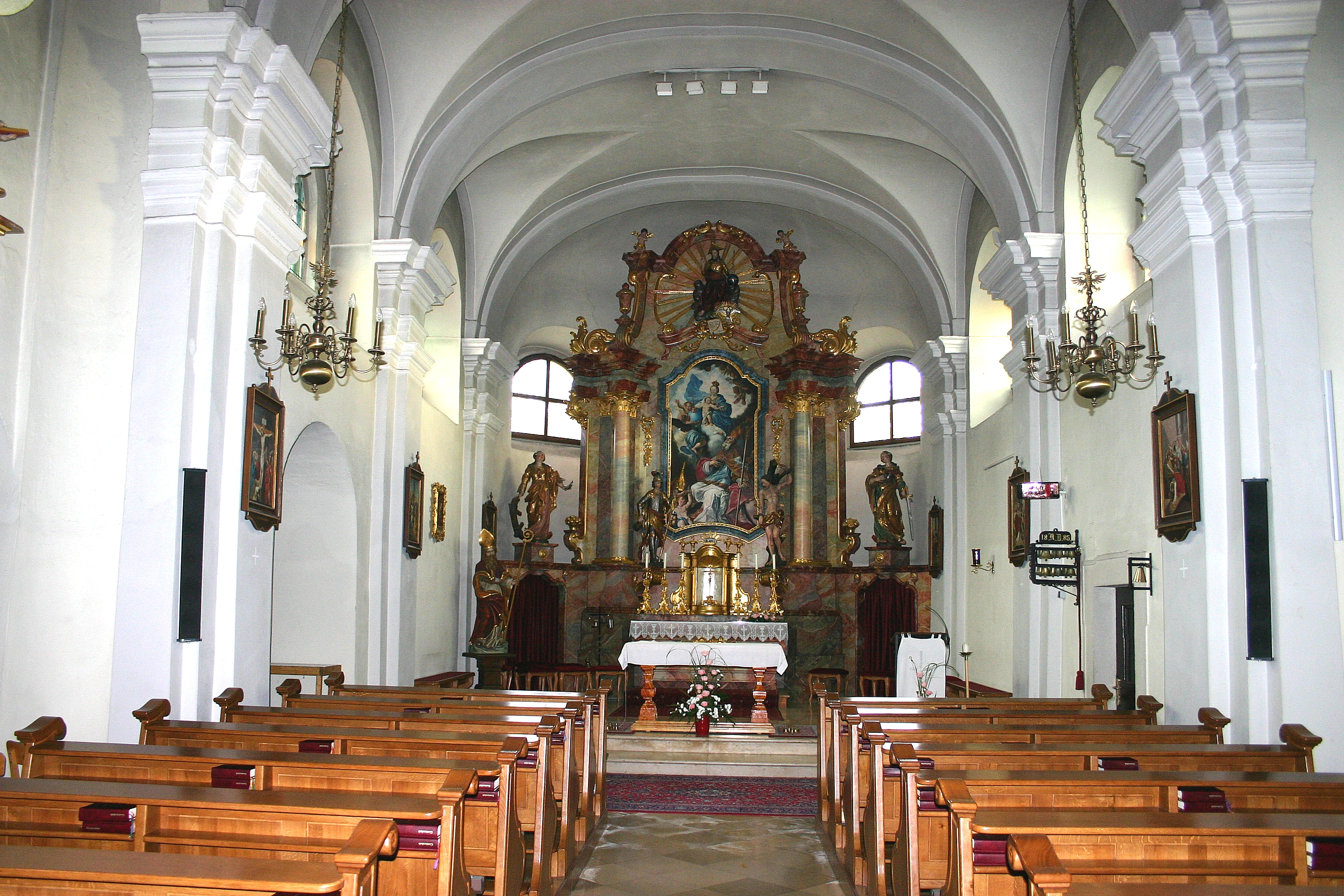
Innenansicht der Pfarrkirche

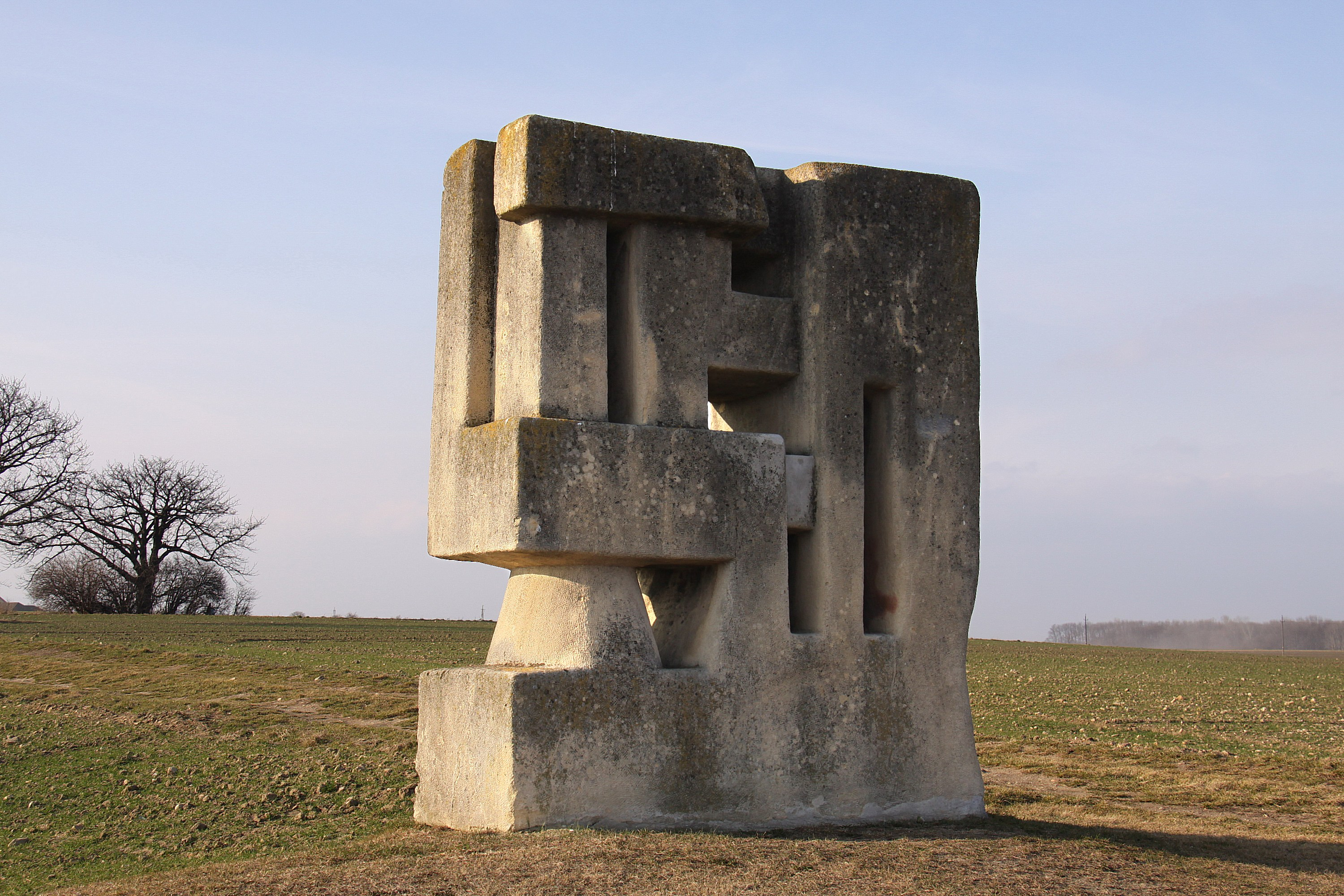
Der vom Pöttschinger Bildhauer Karl Prantl gefertigte „Grenzstein“

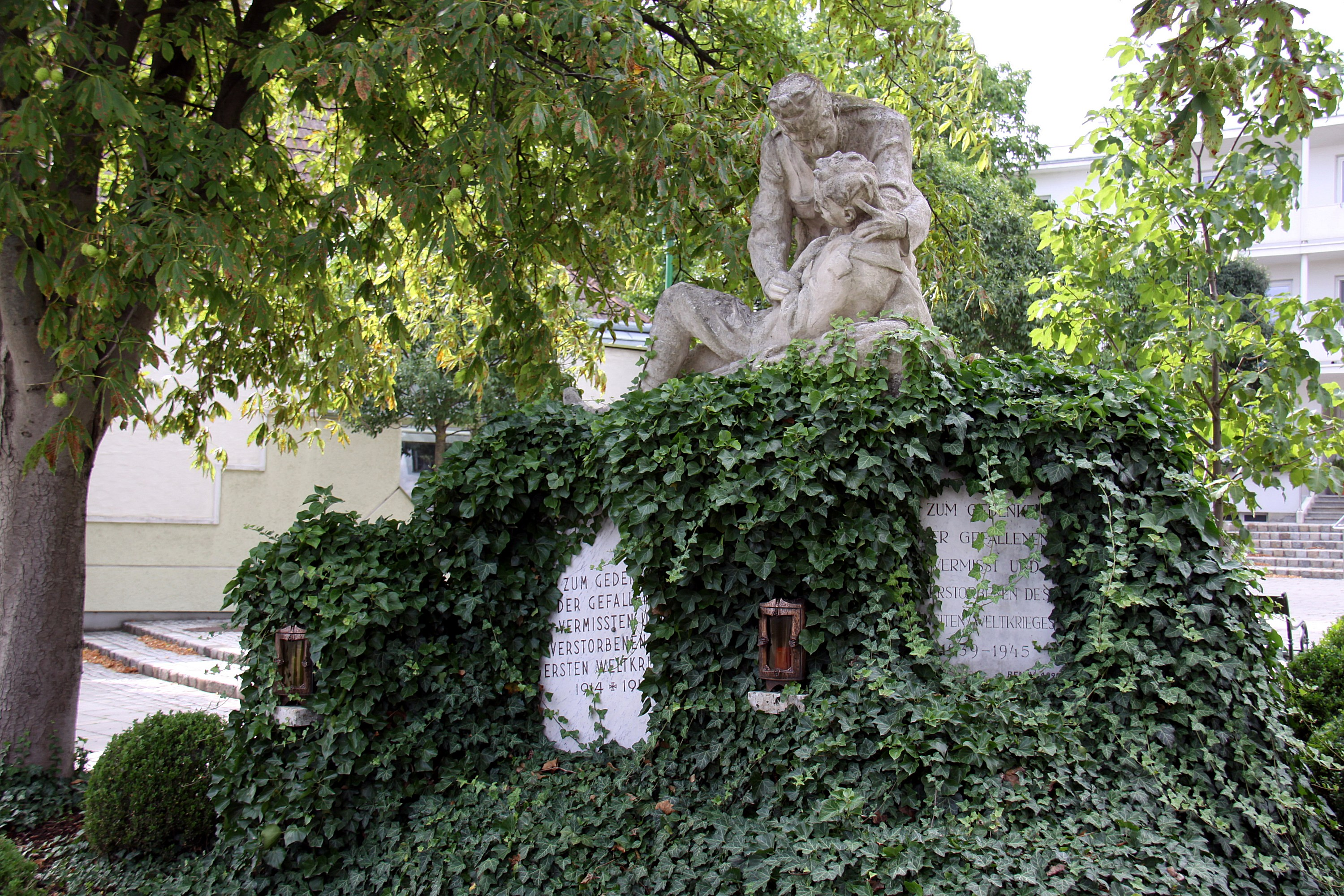
Kriegerdenkmal

- Katholische Pfarrkirche Pöttsching hl. Nikolaus: Die Orgel wurde 1792 von dem Wiener Orgelbauer Johann Gottfried Malleck gebaut. Sie ist jetzt schon stark verändert und hat elf Stimmen.
- Friedhof Pöttsching
- Atelierhaus Karl Prantl: 1990 nach den Plänen des Architekten Ernst Hiesmayr erbaut.
- Skulpturen in der Landschaft: Westlich des Ortszentrums stehen Skulpturen internationaler Bildhauer auf freiem Feld.
- Kulturpfad Pöttsching: Das Tourismusprojekt stellt auf einer Route sämtliche Sehenswürdigkeiten des Ortes in Form eines Audio-Guides dar.[5]
- 2015 wurde beim Bau der Wasserleitung Neudörfl–Sopron ein 7500 Jahre altes gut erhaltenes jungsteinzeitliches Skelett in einer Lehmgrube gefunden.[6]

## Natur
- Naturpark Rosalia-Kogelberg: 7770 Hektar groß, im Jahr 2006 offiziell von der Landesregierung als Naturpark begründet, Pöttsching ist eine der 13 Naturparkgemeinden

## Politik

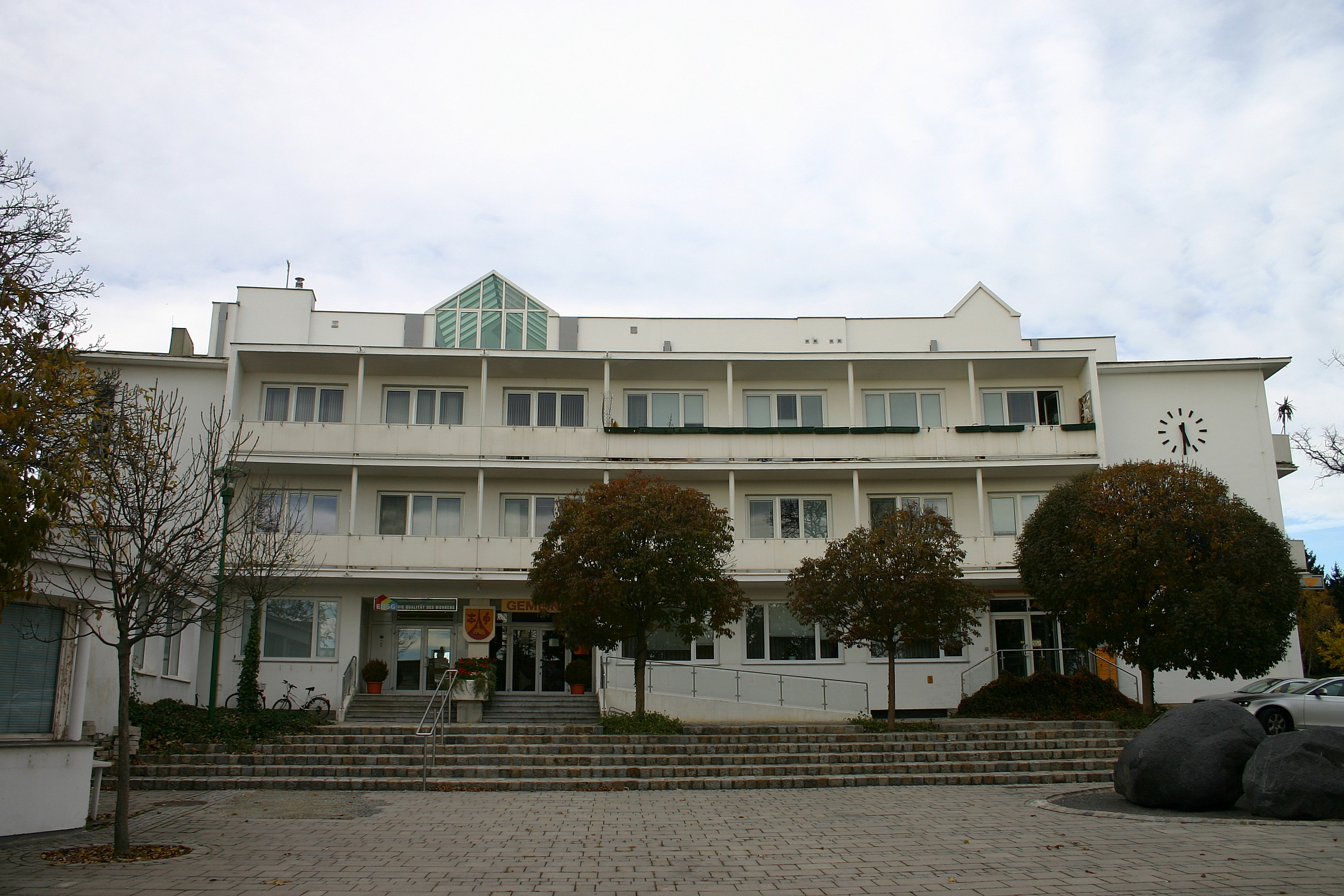
Gemeindeamt Pöttsching

### Gemeinderat
Der Gemeinderat umfasst aufgrund der Einwohnerzahl insgesamt 23 Mitglieder.
| Partei          | 2022             | 2022             | 2022             | 2017             | 2017             | 2017             | 2012    | 2012    | 2012    | 2007             | 2007             | 2007             | 2002             | 2002             | 2002             | 1997             | 1997             | 1997             |
| Partei          | Sti.             | %                | M.               | Sti.             | %                | M.               | Sti.    | %       | M.      | Sti.             | %                | M.               | Sti.             | %                | M.               | Sti.             | %                | M.               |
| --------------- | ---------------- | ---------------- | ---------------- | ---------------- | ---------------- | ---------------- | ------- | ------- | ------- | ---------------- | ---------------- | ---------------- | ---------------- | ---------------- | ---------------- | ---------------- | ---------------- | ---------------- |
| SPÖ             | 976              | 57,18            | 13               | 904              | 52,44            | 12               | 885     | 50,86   | 12      | 953              | 57,13            | 14               | 1062             | 64,80            | 16               | 822              | 55,06            | 12               |
| ÖVP             | 660              | 38,66            | 9                | 646              | 37,47            | 9                | 510     | 29,31   | 7       | 610              | 36,57            | 8                | 461              | 28,13            | 6                | 435              | 29,14            | 6                |
| FPÖ             | 71               | 4,16             | 1                | 104              | 6,03             | 1                | 113     | 6,49    | 1       | 105              | 6,29             | 1                | 116              | 7,08             | 1                | 236              | 15,81            | 3                |
| Grüne           | nicht kandidiert | nicht kandidiert | nicht kandidiert | 70               | 4,06             | 1                | 94      | 5,40    | 1       | nicht kandidiert | nicht kandidiert | nicht kandidiert | nicht kandidiert | nicht kandidiert | nicht kandidiert | nicht kandidiert | nicht kandidiert | nicht kandidiert |
| BIKUS           | nicht kandidiert | nicht kandidiert | nicht kandidiert | nicht kandidiert | nicht kandidiert | nicht kandidiert | 138     | 7,93    | 2       | nicht kandidiert | nicht kandidiert | nicht kandidiert | nicht kandidiert | nicht kandidiert | nicht kandidiert | nicht kandidiert | nicht kandidiert | nicht kandidiert |
| Wahlberechtigte | 2576             | 2576             | 2576             | 2418             | 2418             | 2418             | 2368    | 2368    | 2368    | 2306             | 2306             | 2306             | 2193             | 2193             | 2193             | 1949             | 1949             | 1949             |
| Wahlbeteiligung | 71,97 %          | 71,97 %          | 71,97 %          | 77,17 %          | 77,17 %          | 77,17 %          | 77,96 % | 77,96 % | 77,96 % | 77,32 %          | 77,32 %          | 77,32 %          | 81,30 %          | 81,30 %          | 81,30 %          | 85,17 %          | 85,17 %          | 85,17 %          |

### Bürgermeister
Quelle: Atlas Burgenland
- 192300000 Stefan Sauerwein (CS)
- 193100000 Anton Sauerwein (CS)
- 193400000 Johann Marchart (CS)
- 193500000 Johann Reisinger (CS)
- 193800000 Ludwig Treuer (Gemeindeverwalter)
- 194500000 Johann Knotzer
- 1945–1946 Alexander Stangl (SPÖ)
- 1958–1959 Heinrich Knotzer (SPÖ)
- 1959–1972 Ludwig Parise (SPÖ)
- 1972–1991 Rudolf Moser (SPÖ)
- 1991–1994 Christa Prets (SPÖ)
- 1994–2006 Irene Izmenyi (SPÖ)
- 2006–2017 Herbert Gelbmann (SPÖ)
- 2017 Karin Lehner(SPÖ) (Februar bis Oktober)
- seit 2017 Martin Mitteregger (SPÖ)[8]

### Wappen
Blasonierung: In goldenem Schild auf einer eingezogenen roten Spitze eine goldene Kirche; die Spitze wird begleitet von einem aus einem mit zwei Blättern versehenen, aus drei Früchten bestehenden roten Kirschzweig (vorne) und einem roten Violinschlüssel (hinten).
Das Wappen wurde am 4. Juni 1986 verliehen.
Die Kirsche steht für den Obstanbau, der Notenschlüssel verdeutlicht die bedeutende Rolle der Musik in der Dorfkultur.

## Persönlichkeiten

### Söhne und Töchter der Gemeinde
- Anton David Steiger (1755–1832), Mineraloge und Bergbaupionier
- Peter Zauner (1886–1973), Musiker
- Johann Reisinger (1890–1959), Landwirt und Politiker
- Heinrich Knotzer (1906–1992), Landarbeiter, Gewerkschafter und Politiker
- Ludwig Parise (1912–1991), Eisenbahnbediensteter und Politiker
- Karl Prantl (1923–2010), Bildhauer, hier geboren und lebte in Pöttsching
- Rudolf Moser (1931–2017), Politiker
- Kurt Schweiger (* 1934), Radrennfahrer
- Christa Prets (* 1947), Politikerin, Bürgermeisterin (1991) und Mitglied des Europäischen Parlaments

### Personen mit Beziehung zur Gemeinde
- Herbert Muck (1924–2008), Leiter des Instituts für Kirchenbau und Sakrale Kunst, Akademie der bildenden Künste, Wien, seit 1997 in Pöttsching ansässig
- Brigitte Hatz (1940–2022), bildende Künstlerin, 1997 nach Pöttsching gezogen
- Manfred Moser (* 1956), Rechtsanwalt und Politiker, in Pöttsching aufgewachsen
- Katharina Prantl (* 1958), Malerin, in Pöttsching aufgewachsen
- Christian Sagartz (* 1981), Vizebürgermeister